# Steve Thomas
Steve Dermon Thomas (ur. 14 marca 1981) – amerykański koszykarz, grający na pozycji skrzydłowego i środkowego. 
Specjalista od podkoszowej walki, zbiórek i bloków. Grał w uniwersytetach Georgia i Middle Tennessee State, później występował na Dominikanie. 
Drugi sezon w polskiej ekstralidze, w poprzednim notował 10,3 pkt. i 9,3 zbiórki na mecz.
W sezonie 2005/06, podczas wygranego 81-64 spotkania z Polonią Warszawa, wyrównał aktualny wówczas rekord PLK (odkąd wprowadzono oficjalne statystyki w sezonie 1998/99), notując 23 zbiórki.

## Osiągnięcia
Na podstawie, o ile nie zaznaczono inaczej.
NCAA
- Uczestnik rozgrywek:
  - II rundy turnieju NCAA (2002)¹
  - turnieju NCAA (2001, 2002¹)

Indywidualne
- Zaliczony do:
  - I składu:
    - defensywnego CBA (2008)
    - WBA (2005)

  - II składu CBA (2008)
- Uczestnik meczu gwiazd PLK (2006)
- Lider w:
  - zbiórkach:
    - WBA (2005)
    - CBA (2008)

  - skuteczności rzutów z gry CBA (62,5 – 2008)

¹ – NCAA anulowała wyniki zespołu z tamtego sezonu